# Sobborgo

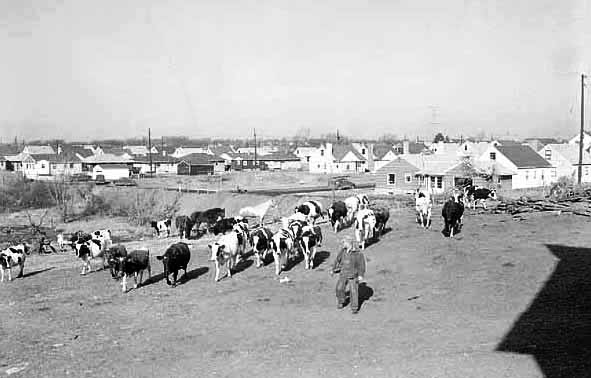
Un complesso residenziale suburbano a Richfield, Minnesota, nel 1954.

Il sobborgo (in lingua latina suburbio, plurale suburbi; dal suburbium, da sub-, "sotto", e urbs, "città") è un centro abitato collocato in una zona suburbana nelle vicinanze di una città, che non è stato inglobato da essa ed è ancora riconoscibile come località distinta. Talvolta il sobborgo può essere dotato anche di autonomia amministrativa. Non va confuso con il quartiere cittadino poiché, a differenza di quest'ultimo, non appare completamente assorbito dalla zona urbana.
Il termine suburbio deriva da sub-urbe, mentre sobborgo da sub-borgo.

## Caratteristiche
Il sobborgo si sviluppa con case che vengono costruite su una strada principale (strada statale, strada regionale, strada provinciale, strada vicinale o altra strada comunale principale), poi vengono costruite nella zona delle traverse di questa strada principale, poi vengono realizzati gli incroci a ragnatela. Infine queste strade vengono talvolta collegate, in caso di necessità determinate dal piano regolatore, ad altre strade principali nei paraggi.

## Storia
La storia dei sobborghi è parte dello studio della storia urbana, che si concentra sulle origini, la crescita, le diverse tipologie, la cultura e la politica dei sobborghi, nonché sulla natura di genere e orientata alla famiglia dello spazio suburbano. Molte persone hanno dato per scontato che i sobborghi dei primi del XX secolo fossero enclave per i bianchi della classe media, un concetto che ha un'enorme influenza culturale ma è in realtà stereotipato. Alcuni sobborghi si basano su una società di residenti della classe operaia e delle minoranze, molti dei quali desiderano possedere una propria casa. Nel frattempo, altri sobborghi hanno istituito politiche "esplicitamente razziste" per scoraggiare le persone considerate "altre", una pratica più comune negli Stati Uniti a differenza di altri paesi in tutto il mondo. Mary Corbin Sies sostiene che è necessario esaminare come viene definito "sobborgo", nonché la distinzione fatta tra città e sobborghi, la geografia, le circostanze economiche e l'interazione di numerosi fattori che spingono la ricerca oltre l'accettazione degli stereotipi e la sua influenza sulle ipotesi accademiche.

### Storia antica
La prima comparsa dei sobborghi coincise con la diffusione dei primi insediamenti urbani. Le grandi città murate tendevano a essere il fulcro attorno al quale si sviluppavano villaggi più piccoli, in un rapporto simbiotico con la città di mercato. Il termine suburbani fu utilizzato per la prima volta dallo statista romano Cicerone in riferimento alle grandi ville e tenute costruite dai ricchi patrizi di Roma alla periferia della città.
Verso la fine della dinastia Han orientale, fino al 190 d.C., quando Dong Zhuo rase al suolo la città, la capitale Luoyang era occupata principalmente dall'imperatore e da importanti funzionari; la maggior parte degli abitanti della città viveva in piccole città appena fuori Luoyang, che erano sobborghi in tutto e per tutto tranne che nel nome.
Con la crescita demografica durante l'inizio dell'età moderna in Europa, le città si gonfiarono con un costante afflusso di persone dalle campagne. In alcuni luoghi, gli insediamenti vicini furono inglobati dall'espansione della città principale. Le aree periferiche ai margini della città erano generalmente abitate dai più poveri.

### Origini del sobborgo moderno

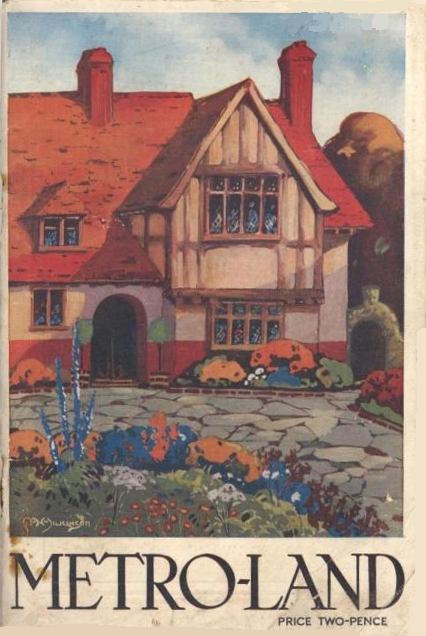
La copertina della guida Metro-Land pubblicata nel 1921

A causa della rapida migrazione dei poveri rurali verso le città in via di industrializzazione dell'Inghilterra alla fine del XVIII secolo, iniziò a svilupparsi una tendenza nella direzione opposta, per cui i nuovi ricchi membri della classe media iniziarono ad acquistare tenute e ville alla periferia di Londra. Questa tendenza accelerò nel corso del XIX secolo, soprattutto in città come Londra e Birmingham che stavano crescendo rapidamente, e i primi quartieri suburbani nacquero attorno ai centri città per accogliere coloro che volevano sfuggire alle squallide condizioni delle città industriali. Inizialmente, tale crescita avvenne lungo le linee ferroviarie sotto forma di sviluppi a nastro, poiché i residenti dei sobborghi potevano recarsi in treno in centro per lavoro. In Australia, dove Melbourne sarebbe presto diventata la seconda città più grande dell'Impero britannico, il sobborgo tipicamente australasiatico, con le sue sezioni di un quarto di acro vagamente aggregate, si sviluppò negli anni '50 dell'Ottocento e alla fine divenne una componente del sogno australiano.
Verso la fine del secolo, con lo sviluppo dei sistemi di trasporto pubblico come la metropolitana, i tram e gli autobus, divenne possibile per la maggior parte della popolazione di una città risiedere fuori città e recarsi in centro per lavoro.
Verso la metà del XIX secolo, le prime grandi aree suburbane stavano spuntando intorno a Londra, mentre la città (allora la più grande del mondo) diventava sempre più sovraffollata e malsana. Un importante catalizzatore per la crescita suburbana fu l'apertura della Metropolitan Railway negli anni '60 del XIX secolo. La linea in seguito unì il cuore finanziario della capitale, la City, a quelli che sarebbero diventati i sobborghi del Middlesex. La linea raggiunse Harrow nel 1880.
A differenza di altre compagnie ferroviarie, che erano tenute a smaltire i terreni in eccesso, alla Met di Londra era consentito di conservare i terreni che riteneva necessari per il futuro utilizzo ferroviario. Inizialmente, i terreni in eccesso erano gestiti dal Land Committee, e, a partire dagli anni '80 del 1800, furono sviluppati e venduti ad acquirenti nazionali in luoghi come Willesden Park Estate, Cecil Park, vicino a Pinner e a Wembley Park.
Nel 1912 fu suggerito che una società appositamente formata avrebbe dovuto prendere il posto del Surplus Lands Committee e sviluppare tenute suburbane vicino alla ferrovia. Tuttavia, la prima guerra mondiale (1914-1918) ritardò questi piani fino al 1919, quando, con l'aspettativa di un boom edilizio del dopoguerra, si formò la Metropolitan Railway Country Estates Limited (MRCE). La MRCE continuò a sviluppare tenute a Kingsbury Garden Village vicino a Neasden, Wembley Park, Cecil Park e Grange Estate a Pinner e la Cedars Estate a Rickmansworth e a fondare luoghi come Harrow Garden Village.
Il dipartimento marketing del Met coniò il termine Metro-land nel 1915, quando la Guida alla Extension Line divenne la guida Metro-land, al prezzo di 1 penny. Ciò promuoveva il territorio servito dal Met per gli escursionisti, i visitatori e, in seguito, per chi cercava casa. Pubblicata annualmente fino al 1932 (l'ultimo anno completo di indipendenza per il Met), la guida esaltava i benefici della "buona aria delle Chilterns", utilizzando un linguaggio come "Ogni amante di Metroland potrebbe avere il suo faggio e bosco ceduo preferiti: tutta una bellezza verde e tremula in primavera e ruggine e oro in ottobre". Il sogno, così come promosso, prevedeva una casa moderna in una splendida campagna con un servizio ferroviario veloce per il centro di Londra. Nel 1915, persone da tutta Londra si erano riversate per vivere il nuovo sogno suburbano in grandi aree di nuova costruzione nel nord-ovest della città.

### Espansione suburbana tra le due guerre in Inghilterra
La suburbanizzazione nel periodo tra le due guerre fu fortemente influenzata dal movimento delle città giardino di Ebenezer Howard e dalla creazione dei primi sobborghi giardino all'inizio del XX secolo. Il primo sobborgo-giardino fu sviluppato grazie agli sforzi della riformatrice sociale Henrietta Barnett e di suo marito; ispirati da Ebenezer Howard e dal movimento di sviluppo edilizio modello (allora esemplificato dalla città giardino di Letchworth), così come dal desiderio di proteggere parte di Hampstead Heath dallo sviluppo, istituirono dei trust nel 1904 che acquistarono 243 acri di terreno lungo la nuova estensione della linea Northern fino a Golders Green e crearono l'Hampstead Garden Suburb. Il sobborgo attirò i talenti di architetti tra cui Raymond Unwin e Sir Edwin Lutyens, e alla fine crebbe fino a comprendere oltre 800 acri.
Durante la prima guerra mondiale, il Comitato Tudor Walters fu incaricato di formulare raccomandazioni per la ricostruzione postbellica e l'edilizia abitativa. In parte, ciò fu una risposta alla scioccante mancanza di forma fisica tra molte reclute durante la prima guerra mondiale, attribuita alle cattive condizioni di vita; una convinzione riassunta in un manifesto dell'epoca che recitava: "Non ci si può aspettare di ottenere una popolazione A1 da case C3", riferendosi alle classificazioni di idoneità fisica militari dell'epoca.
Il rapporto del comitato del 1917 fu ripreso dal governo, che approvò l'Housing, Town Planning, &c. Act 1919, noto anche come Addison Act dal nome di Christopher Addison, l'allora Ministro per l'Edilizia Abitativa. L'atto consentì la costruzione di grandi nuovi complessi residenziali nelle periferie dopo la prima guerra mondiale, e segnò l'inizio di una lunga tradizione di edilizia residenziale pubblica del XX secolo, che in seguito si sarebbe evoluta nei complessi residenziali popolari.
Il rapporto legiferava anche sugli standard minimi richiesti necessari per l'ulteriore costruzione suburbana; questo includeva la regolamentazione sulla massima densità abitativa e la loro disposizione, e forniva persino raccomandazioni sul numero ideale di camere da letto e altre stanze per casa. Sebbene la casa bifamiliare fosse stata progettata per la prima volta dagli Shaw (una società di architetti padre e figlio) nel XIX secolo, fu durante il boom edilizio suburbano del periodo tra le due guerre che il design proliferò per la prima volta come icona suburbana, essendo preferito dai proprietari di case della classe media alle case a schiera più piccole. Il design di molte di queste case, altamente caratteristico dell'epoca, fu fortemente influenzato dal movimento Art déco, traendo ispirazione dal Tudor revival, dallo stile chalet svizzero e persino dal design navale.
Nel giro di un solo decennio le dimensioni dei sobborghi aumentarono drasticamente. Harrow Weald passò da appena 1.500 a oltre 10.000 abitanti, mentre Pinner balzò da 3.000 a oltre 20.000. Durante gli anni '30, furono costruite oltre 4 milioni di nuove case suburbane; la "rivoluzione suburbana" aveva reso l'Inghilterra il paese più suburbanizzato al mondo, con un margine considerevole.

### America del Nord
New York City e Boston diedero vita ai primi grandi sobborghi. Le linee del tram a Boston e le linee ferroviarie a Manhattan resero possibili i pendolari giornalieri. Nessuna area metropolitana al mondo era così ben servita dalle linee ferroviarie pendolari all'inizio del ventesimo secolo come New York, e furono le linee ferroviarie per Westchester dal Grand Central Terminal a consentirne lo sviluppo. La vera importanza di Westchester nella storia della suburbanizzazione americana deriva dallo sviluppo della classe medio-alta di villaggi tra cui Scarsdale, New Rochelle e Rye, che servivano migliaia di uomini d'affari e dirigenti di Manhattan.

#### Espansione suburbana del dopoguerra
La popolazione suburbana in Nord America esplose durante l'espansione economica del secondo dopoguerra. I veterani di ritorno desiderosi di iniziare una vita stabile si trasferirono in massa nelle periferie. Levittown si sviluppò come un importante prototipo di edilizia residenziale prodotta in serie. A causa dell'afflusso di persone in queste aree suburbane, il numero di centri commerciali iniziò ad aumentare con la nascita dell'America suburbana. Questi centri commerciali contribuirono a fornire beni e servizi alla crescente popolazione urbana. Acquistare diversi beni e servizi in un unico luogo centrale, senza dover spostarsi, contribuì a mantenere i centri commerciali una componente fondamentale di queste periferie di nuova concezione, in piena espansione demografica. La televisione contribuì all'ascesa dei centri commerciali consentendo ulteriori pubblicità attraverso tale mezzo, oltre a creare nei consumatori il desiderio di acquistare prodotti mostrati in uso nella vita suburbana in vari programmi televisivi. Un altro fattore che portò alla nascita di questi centri commerciali fu la costruzione di numerose autostrade. L'Highway Act del 1956 contribuì a finanziare la costruzione di 64.000 chilometri attraverso la nazione con 26 miliardi di dollari a disposizione, il che contribuì a collegare molti altri centri commerciali con facilità. Questi centri commerciali di nuova costruzione, che spesso erano grandi edifici pieni di numerosi negozi e servizi, venivano utilizzati non solo per lo shopping, ma anche come luogo di svago e punto di incontro per coloro che vivevano nelle periferie americane in quel periodo. Questi centri prosperarono offrendo beni e servizi alla crescente popolazione delle periferie americane. Nel 1957 furono costruiti 940 centri commerciali e questo numero raddoppiò entro il 1960 per tenere il passo con la domanda di queste aree densamente popolate.

#### Alloggiamento
Durante la Grande depressione e la seconda guerra mondiale erano state costruite pochissime abitazioni, ad eccezione di alloggi di emergenza vicino alle industrie belliche. Appartamenti sovraffollati e inadeguati erano la condizione comune. Alcuni sobborghi si erano sviluppati attorno alle grandi città dove c'era il trasporto ferroviario per i posti di lavoro in centro. Tuttavia, la vera crescita dei sobborghi dipendeva dalla disponibilità di automobili, autostrade e alloggi a basso costo. La popolazione era cresciuta e lo stock di risparmi familiari aveva accumulato il denaro per acconti, automobili ed elettrodomestici. Il risultato fu un grande boom immobiliare. Mentre una media di 316.000 nuove unità abitative non agricole furono costruite dagli anni '30 al 1945, ce ne furono 1.450.000 costruite ogni anno dal 1946 al 1955. Il G.I. Bill garantiva prestiti a basso costo per i veterani, con acconti molto bassi e bassi tassi di interesse.
Con 16 milioni di veterani idonei, l'opportunità di acquistare una casa divenne improvvisamente a portata di mano. Solo nel 1947, 540.000 veterani ne acquistarono una; il loro prezzo medio era di 7.300 dollari. L'industria edile mantenne bassi i prezzi grazie alla standardizzazione: ad esempio, la standardizzazione delle dimensioni di mobili da cucina, frigoriferi e fornelli consentì la produzione in serie di mobili da cucina. Gli sviluppatori acquistarono terreni liberi appena fuori città, costruirono case a schiera basate su una manciata di progetti e fornirono strade e servizi, mentre i funzionari pubblici locali si affrettarono a costruire scuole. Il progetto più famoso fu Levittown, a Long Island, appena a est di New York City. Offriva una nuova casa per 1.000 dollari di anticipo e 70 dollari al mese; comprendeva tre camere da letto, un camino, una cucina a gas e una caldaia a gas, e un lotto paesaggistico di 75 x 100 piedi (circa 21 x 30 metri), il tutto per un prezzo totale di 10.000 dollari. I veterani potevano ottenerne una con un anticipo molto più basso.
Allo stesso tempo, gli afroamericani si spostavano rapidamente a nord e a ovest in cerca di lavori migliori e opportunità educative rispetto a quelle disponibili nel Sud segregato. Il loro arrivo in massa nelle città del Nord e dell'Ovest, oltre a essere seguito da rivolte razziali in diverse grandi città come Filadelfia, Los Angeles, Detroit, Chicago e Washington stimolò ulteriormente la migrazione suburbana bianca. La crescita dei sobborghi fu facilitata dallo sviluppo di leggi di zonizzazione, dal redlining (una pratica discriminatoria in cui i servizi finanziari vengono negati ai quartieri che hanno un numero significativo di minoranze razziali ed etniche) e da numerose innovazioni nei trasporti. Il redlining e altre misure discriminatorie integrate nella politica abitativa federale favorirono la segregazione razziale dell'America del dopoguerra, ad esempio rifiutandosi di assicurare i mutui nei quartieri afroamericani e nelle vicinanze. Gli sforzi del governo erano principalmente progettati per fornire alloggi alle famiglie bianche della classe media e medio-bassa. Gli afroamericani e le altre persone di colore rimasero in gran parte concentrati nei nuclei in decadenza della povertà urbana creando un fenomeno noto come "fuga dei bianchi".
Dopo la seconda guerra mondiale, la disponibilità di prestiti FHA stimolò un boom edilizio nei sobborghi americani. Nelle città più antiche del nord-est degli Stati Uniti, i sobborghi tranviari si svilupparono originariamente lungo le linee ferroviarie o tranviarie che permettevano ai lavoratori di entrare e uscire dai centri cittadini dove si trovavano i posti di lavoro. Questa pratica diede origine al termine "città dormitorio", che indica che la maggior parte delle attività commerciali diurne si svolgeva in città, mentre la popolazione attiva lasciava la città di notte per tornare a casa a dormire.
La crescita economica negli Stati Uniti incoraggiò la suburbanizzazione delle città americane, che richiese ingenti investimenti per nuove infrastrutture e abitazioni. Anche i modelli di consumo stavano cambiando in quel periodo, poiché il potere d'acquisto stava diventando più forte e più accessibile a una più ampia gamma di famiglie. Le abitazioni suburbane generarono anche la necessità di prodotti non necessari nei quartieri urbani, come tosaerba e automobili. In quel periodo, centri commerciali si stavano sviluppando vicino ai sobborghi per soddisfare le esigenze dei consumatori e il loro stile di vita dipendente dall'automobile.
Le leggi di zonizzazione hanno anche contribuito alla localizzazione delle aree residenziali al di fuori del centro città creando ampie aree o "zone" in cui erano consentiti solo edifici residenziali. Queste residenze suburbane sono costruite su lotti di terreno più grandi rispetto al centro città. Gli edifici manifatturieri e commerciali erano segregati in altre aree della città.
Parallelamente alla suburbanizzazione, molte aziende iniziarono a localizzare i propri uffici e altre strutture nelle aree periferiche delle città, il che portò a un aumento della densità delle periferie più vecchie e alla crescita di periferie a minore densità abitativa, ancora più lontane dai centri urbani. Una strategia alternativa è la progettazione deliberata di "nuove città" e la protezione di "cinture verdi" (una designazione politica e di zona di uso del suolo utilizzata nella pianificazione territoriale per preservare aree di terreno in gran parte non edificato, selvaggio o agricolo che circondano o confinano con aree urbane) attorno alle città. Alcuni riformatori sociali tentarono di combinare il meglio di entrambi i concetti nel movimento delle città giardino.
Negli Stati Uniti, il 1950 fu il primo anno in cui più persone vivevano in sobborghi che altrove. Negli Stati Uniti, lo sviluppo dei grattacieli e la forte inflazione dei prezzi immobiliari nei centri cittadini portarono anche a dedicare maggiormente i centri alle attività commerciali, spingendo così i residenti fuori dal centro città.

## Nel mondo
Sebbene i sobborghi siano spesso associate alla classe media, in molte parti del mondo sviluppato possono essere aree economicamente svantaggiate, abitate da percentuali più elevate di immigrati recenti, con tassi di delinquenza e problemi sociali più elevati, che ricordano i centri urbani degli Stati Uniti. Alcuni esempi includono le banlieue francesi o le costruzioni del Programma Milione in Svezia, anche se i sobborghi di questi paesi includono anche quartieri della classe media e alta che spesso sono costituiti da case unifamiliari.

### Africa
In seguito alla crescita della classe media dovuta all'industrializzazione africana, lo sviluppo di sobborghi abitati dalla classe media ha registrato un boom dall'inizio degli anni Novanta, in particolare in città come Il Cairo, Nairobi, Johannesburg e Lagos.
In un caso esemplificativo del Sudafrica, sono state costruite abitazioni RDP. Il Programma di ricostruzione e sviluppo (RDP) è stato infatti un quadro politico socio-economico sudafricano implementato dal governo dell'African National Congress (ANC) di Nelson Mandela nel 1994 dopo mesi di discussioni, consultazioni e negoziati tra l'ANC, i suoi partner dell'Alleanza Tripartita, il Congress of South African Trade Unions e il Partito Comunista Sudafricano, e "organizzazioni di massa nella più ampia società civile".
In gran parte di Soweto, molte case hanno un aspetto americano, ma sono più piccole e spesso consistono in cucina e soggiorno, due o tre camere da letto e un bagno. Tuttavia, ci sono quartieri più ricchi, più paragonabili ai sobborghi americani, in particolare a est dello stadio FNB ("Soccer City") e a sud della città in aree come Eikenhof, dove esiste la comunità pianificata "Eye of Africa". Questa comunità pianificata è quasi indistinguibile dai sobborghi americani in stile resort più ricchi di servizi in Florida, Arizona e California, completi di campo da golf, piscina del resort, centro equestre, cancelli con personale 24 ore su 24, palestra e pista BMX, oltre a diversi campi da tennis, basket e pallavolo.
A Città del Capo, si riscontra un distinto stile europeo, originato dall'influenza europea a metà del 1600, quando gli olandesi si insediarono nella zona. Case come queste sono chiamate "Cape Dutch Houses" e si trovano nei ricchi sobborghi di Constantia e Bishopscourt.

### Australia
Grandi città come Sydney e Melbourne avevano sobborghi tranviari (streetcar suburbs). Con l'automobile, l'uso australiano del termine si diffuse man mano che le aree periferiche venivano rapidamente circondate da città in rapida crescita, ma mantenne l'appellativo di sobborgo; il termine fu infine applicato anche ai quartieri del nucleo originale. In Australia, l'espansione urbana di Sydney si è verificata prevalentemente nei sobborghi occidentali. La località di Olympic Park è stata designata sobborgo ufficiale nel 2009.

### Bangladesh
Il Bangladesh ha diversi sobborghi, come Uttara e Ashulia. Tuttavia, la maggior parte dei sobborghi e di Dhaka è diversa da quelle di Europa e America. La maggior parte dei sobborghi del Bangladesh è piena di grattacieli, risaie e fattorie, e sono progettate più come villaggi rurali.

### Canada
Il Canada è una nazione urbanizzata, dove oltre l'80% della popolazione vive in aree urbane (definite in senso lato) e circa due terzi in una delle 33 aree metropolitane censuarie (CMA) canadesi, con una popolazione superiore a 100.000 abitanti. Tuttavia, di questa popolazione metropolitana, nel 2001, quasi la metà viveva in quartieri a bassa densità, con solo uno su cinque che viveva in un tipico quartiere "urbano". La percentuale di residenti in quartieri a bassa densità variava da un massimo di quasi due terzi dei residenti della CMA di Calgary (67%) a un minimo di circa un terzo dei residenti della CMA di Montréal (34%).
Le grandi città canadesi hanno acquisito sobborghi tranviari tra la fine del XIX e l'inizio del XX secolo. I moderni sobborghi canadesi tendono ad essere meno incentrati sull'automobile rispetto a quelli degli Stati Uniti e l'uso del trasporto pubblico è incoraggiato, ma può essere notevolmente inutilizzato. In tutto il Canada, sono in atto piani completi per frenare l'espansione urbana incontrollata.
La crescita della popolazione e del reddito nei sobborghi canadesi tendeva a superare la crescita nelle aree urbane o rurali centrali, ma in molte aree questa tendenza si è ora invertita. La popolazione suburbana è aumentata dell'87% tra il 1981 e il 2001, ben al di sopra della crescita urbana. La maggior parte della recente crescita demografica nelle tre aree metropolitane più grandi del Canada (Greater Toronto, Greater Montréal e Greater Vancouver) si è verificata in comuni non centrali. Questa tendenza sta iniziando a manifestarsi anche a Vancouver e, in misura minore, a Montréal. In alcune città, in particolare Edmonton e Calgary, la crescita suburbana avviene all'interno dei confini cittadini anziché nelle comunità residenziali. Ciò è dovuto all'annessione e a una vasta impronta geografica all'interno dei confini cittadini.
Calgary è una città anomala tra le città canadesi perché si è sviluppata come un'unità, annettendo la maggior parte delle città circostanti e grandi quantità di terreni non edificati intorno alla città. Di conseguenza, la maggior parte delle comunità che gli abitanti di Calgary chiamano "sobborghi" si trovano in realtà all'interno dei confini cittadini. Nel censimento del 2016, la città di Calgary aveva una popolazione di 1.239.220 abitanti, mentre l'area metropolitana di Calgary ne aveva 1.392.609, il che indica che la stragrande maggioranza delle persone nell'area metropolitana di Calgary viveva entro i confini cittadini. La bassa densità di popolazione percepita di Calgary deriva in gran parte dai suoi numerosi sobborghi interni e dalla grande quantità di terreni non edificati all'interno della città. La città ha in realtà una politica di densificazione dei suoi nuovi sviluppi.

### Cina
In Cina, il termine sobborgo è nuovo, sebbene i sobborghi siano già in rapida costruzione. I sobborghi cinesi sono per lo più costituiti da file di blocchi di appartamenti e condomini che finiscono bruscamente nella campagna. Anche i nuovi sviluppi urbani sono estremamente comuni. Le case unifamiliari in periferia tendono ad essere simili ai loro equivalenti occidentali; sebbene principalmente fuori Pechino e Shanghai, imitano anche l'architettura spagnola e italiana.

#### Hong Kong
A Hong Kong, tuttavia, i sobborghi sono per lo più nuove città progettate dal governo, che ospitano numerosi complessi di edilizia popolare. Tuttavia, altre nuove città ospitano anche complessi residenziali privati e a bassa densità abitativa per le classi più abbienti.

### Giappone
In Giappone, la costruzione di sobborghi ha registrato un boom dopo la fine della seconda guerra mondiale e molte città stanno subendo l'effetto della città diffusa.

### Malaysia
In Malaysia, i sobborghi sono comuni soprattutto nella valle di Klang, la più grande conurbazione del paese. Questi sobborghi servono anche come importanti aree residenziali e città pendolari. Case a schiera, case bifamiliari e negozi sono concetti comuni nella pianificazione suburbana. In alcuni luoghi come Klang, Subang Jaya e Petaling Jaya, i sobborghi costituiscono il nucleo. Quest'ultima è stata trasformata in una città satellite di Kuala Lumpur. I sobborghi sono evidenti anche in altre grandi conurbazioni del paese come Penang Island (Butterworth, Bukit Mertajam), Johor Bahru (Skudai, Pasir Gudang), Ipoh (Simpang Pulai), Kota Melaka (Ayer Keroh), Kuching (Petra Jaya) e Alor Setar (Anak Bukit).

### Regno Unito
Nel Regno Unito, i sobborghi si trovano tra le periferie e i centri città di un'area metropolitana. La crescita dell'uso dei treni, e successivamente delle automobili e delle autostrade, ha aumentato la facilità con cui i lavoratori potevano trovare un lavoro in città mentre si spostavano dalla periferia. Nel Regno Unito le ferrovie hanno stimolato il primo esodo di massa verso le periferie. La Metropolitan Railway, ad esempio, è stata attiva nella costruzione e promozione dei propri complessi residenziali nel nord-ovest di Londra, costituiti principalmente da case unifamiliari su ampi lotti, che poi ha commercializzato come "Metro-land". Nel Regno Unito, il governo ha cercato di imporre densità minime sui nuovi progetti abitativi approvati in alcune parti del sud-est dell'Inghilterra. L'obiettivo è quello di "costruire comunità sostenibili" piuttosto che complessi residenziali. Tuttavia, le preoccupazioni commerciali tendono a ritardare l'apertura dei servizi fino a quando un gran numero di residenti non abbia occupato il nuovo quartiere.

### Stati Uniti
Molti bianchi si trasferirono in sobborghi durante la "fuga dei bianchi".
Nel XIX secolo, i tram trainati da cavalli e, in seguito, i tram elettrici permisero la creazione di sobborghi tranviari, ampliando l'area in cui i pendolari potevano vivere. Si tratta in genere di quartieri a media densità abitativa contigui al centro urbano, costruiti per consentire l'accesso pedonale alle linee tranviarie.
Con la diffusione dell'automobile tra gli anni '20 e gli anni '50, e in particolare con l'introduzione del sistema autostradale interstatale, i nuovi sobborghi furono progettati incentrando il trasporto su auto anziché su quello pedonale. Col tempo, molte aree suburbane, soprattutto quelle al di fuori dei confini politici della città che comprendevano l'area commerciale centrale, iniziarono a considerare l'indipendenza dal centro città come un vantaggio. In alcuni casi, gli abitanti dei sobborghi consideravano l'autogoverno un mezzo per tenere fuori le persone che non potevano permettersi i costi aggiuntivi di manutenzione delle proprietà suburbane non necessari nella vita cittadina. I sussidi federali per lo sviluppo suburbano accelerarono questo processo, così come la pratica del redlining da parte di banche e altri istituti di credito. In alcune città come Miami, San Francisco e Washington, la città principale è molto più piccola delle aree suburbane circostanti, lasciando alla città vera e propria una piccola porzione della popolazione e della superficie dell'area metropolitana.
Mesa, in Arizona, e Virginia Beach, in Virginia, i due sobborghi più popolosi degli Stati Uniti, sono in realtà più popolosi di molte città principali, tra cui Miami, Minneapolis, New Orleans, Cleveland, Tampa, St. Louis, Pittsburgh, Cincinnati e altre. Virginia Beach è ora la città più popolosa della Virginia, avendo da tempo superato la popolazione della sua vicina città principale, Norfolk. Una seconda città suburbana in Virginia, Chesapeake, ha anch'essa superato la popolazione della vicina Norfolk. Con solo poche grandi aree commerciali e nessuna area centrale definita, Chesapeake è principalmente di natura residenziale, con vaste aree rurali che rimangono entro i confini della città.
Diversi strati di municipalità suburbane circondano ora città come Boston, Cleveland, Chicago, Detroit, Los Angeles, Dallas, Denver, Houston, New York City, San Francisco, Sacramento, Atlanta, Miami, Baltimora, Milwaukee, Pittsburgh, Philadelphia, Phoenix, Norfolk, St. Louis, Salt Lake City, Las Vegas, Minneapolis e Washington.
Negli Stati Uniti, i sobborghi sono caratterizzate da una prevalenza di case unifamiliari solitamente isolate.
Sono caratterizzati da:
- Densità inferiori rispetto alle città centrali, dominate da case unifamiliari su piccoli appezzamenti di terreno – da 0,1 acri[1] in su – circondate da abitazioni molto simili.
- Modelli di zonizzazione che separano lo sviluppo residenziale da quello commerciale, nonché diverse intensità e densità di sviluppo. Le necessità quotidiane non sono raggiungibili a piedi dalla maggior parte delle abitazioni.
- Una percentuale maggiore di bianchi (sia non ispanici che, in alcune aree, ispanici) e una percentuale minore di cittadini di altri gruppi etnici rispetto alle aree urbane. Tuttavia, la suburbanizzazione nera è cresciuta tra il 1970 e il 1980 del 2,6% a seguito dell'espansione dei quartieri centrali delle città in quartieri più vecchi abbandonati dai bianchi[44][45][46].
- Suddivisioni ricavate da terreni precedentemente rurali in complessi residenziali multipli costruiti da una singola società immobiliare. Queste suddivisioni sono spesso separate da minime differenze nel valore delle case, creando intere comunità in cui i redditi familiari e la demografia sono quasi completamente omogenei[47].
- Centri commerciali dietro ampi parcheggi, al posto del classico quartiere dello shopping del centro città.
- Una rete stradale progettata per conformarsi a una gerarchia, comprendente vicoli ciechi, che conducono a strade residenziali più grandi, che a loro volta conducono a grandi strade di collegamento, al posto della pianta a scacchiera comune alla maggior parte delle città centrali e dei sobborghi precedenti alla seconda guerra mondiale.
- Una percentuale maggiore di edifici amministrativi a un piano rispetto alle aree urbane.
- Rispetto alle aree rurali, i sobborghi solitamente hanno una maggiore densità di popolazione, standard di vita più elevati, reti stradali più complesse, più negozi e ristoranti in franchising e meno terreni agricoli e fauna selvatica.

Al contrario, anche molti americani bianchi sono tornati nei centri cittadini. Quasi tutti i principali centri cittadini (come Downtown Miami, Downtown Detroit, Downtown Philadelphia, Downtown Roanoke o Downtown Los Angeles) stanno vivendo un rinnovamento, con una forte crescita demografica, la costruzione di appartamenti residenziali e maggiori investimenti sociali, culturali e infrastrutturali, così come i quartieri suburbani vicini ai centri cittadini. Un migliore trasporto pubblico, la vicinanza al lavoro e alle attrazioni culturali e la frustrazione per la vita suburbana e il traffico congestionato hanno attratto i giovani americani nei centri cittadini.
La popolazione ispanica e asiatica è in aumento nei sobborghi.

## Ethnoburb
Una ethnoburb è un'area residenziale e commerciale suburbana con un notevole gruppo di una particolare popolazione di minoranza etnica, che può o meno essere una maggioranza locale. Ciò può influenzare notevolmente la geografia sociale all'interno dell'area a causa di valori culturali e religiosi distinti. Gli ethnoburb consentono ai gruppi di minoranza etnica di mantenere la loro identità tradizionale, prevenendo l'assimilazione culturale.

## Galleria d'immagini

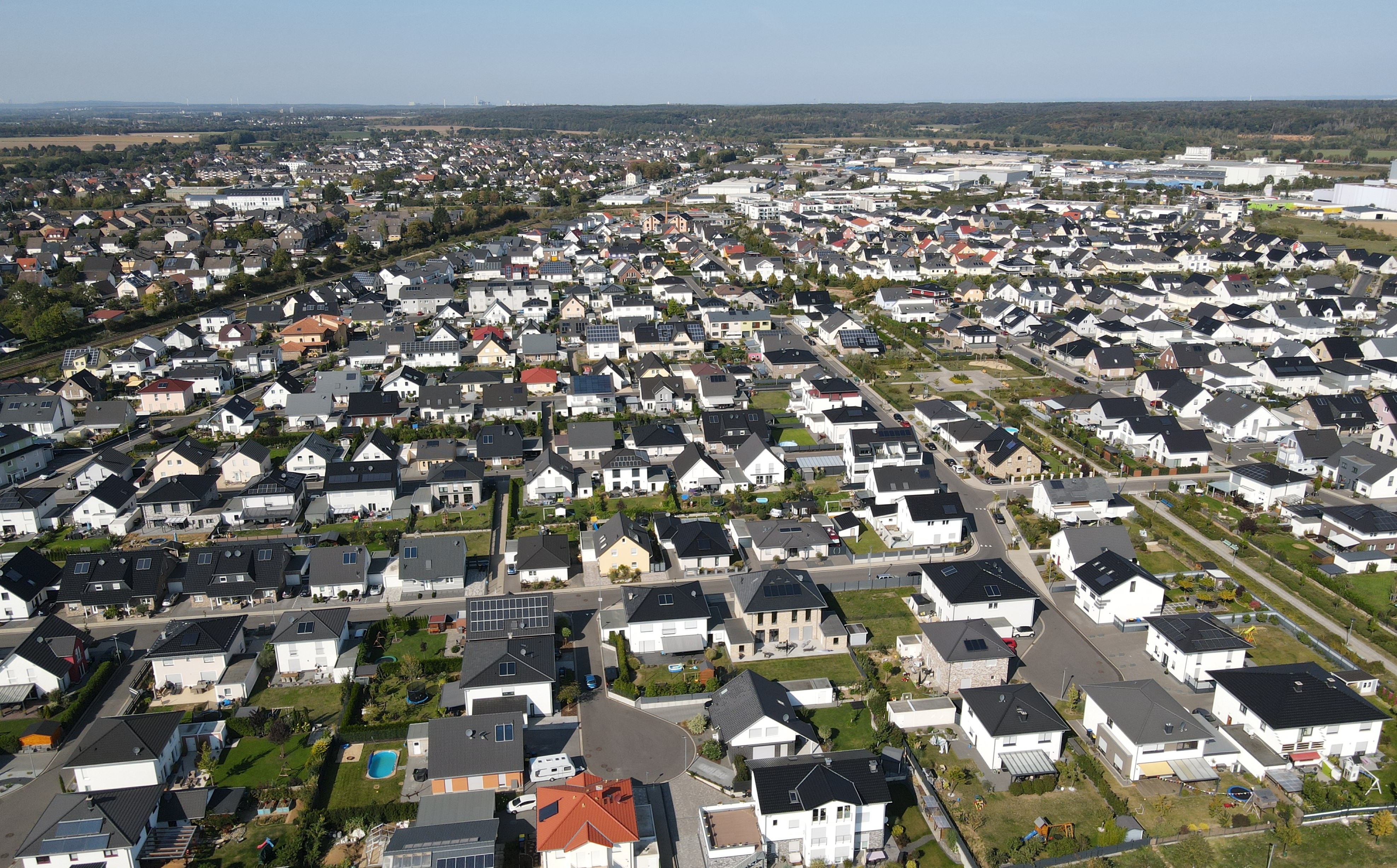
Un sobborgo nell'area metropolitana di Colonia, in Germania
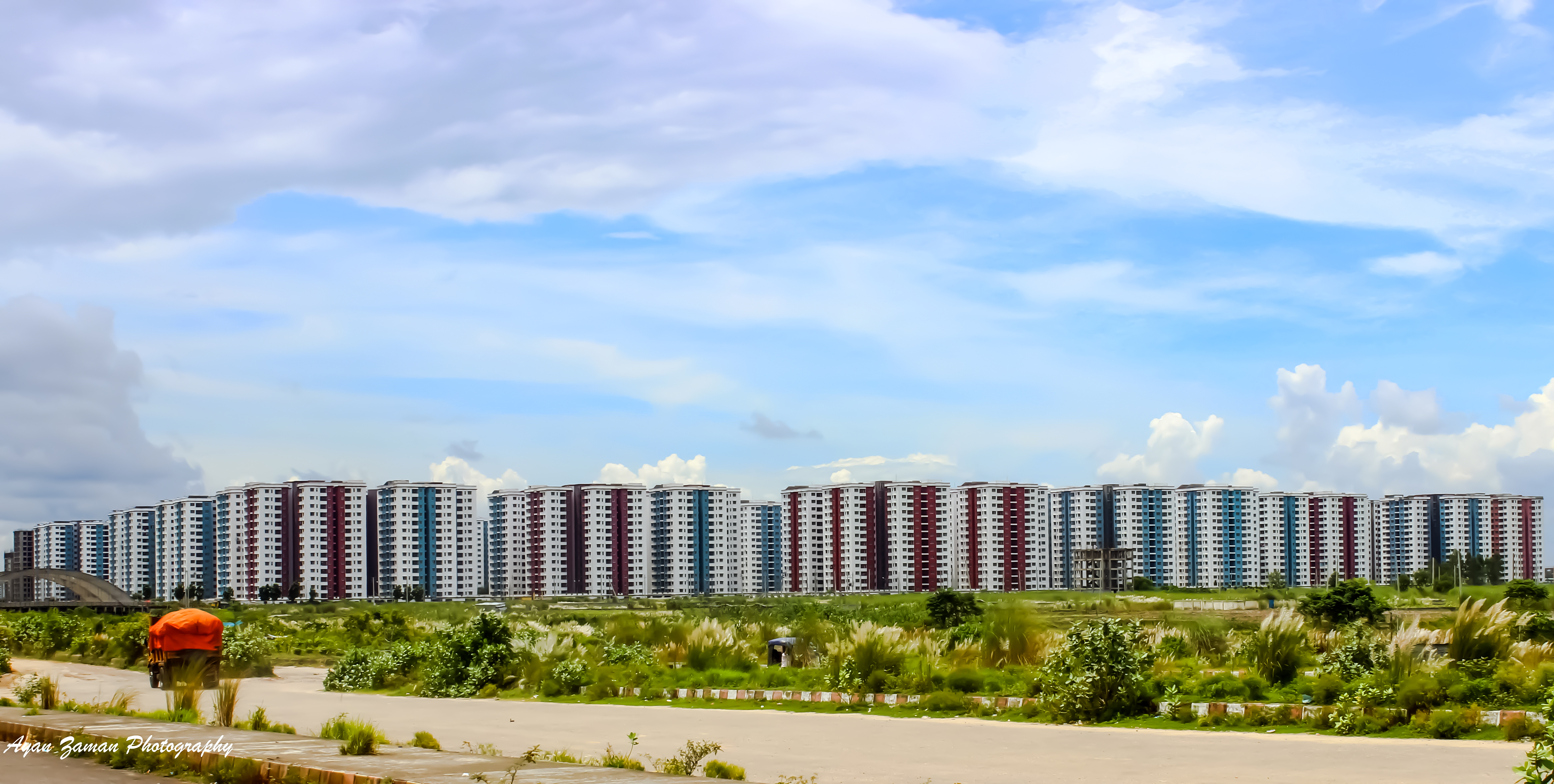
Complesso di appartamenti a Uttara, un sobborgo di Dhaka, Bangladesh
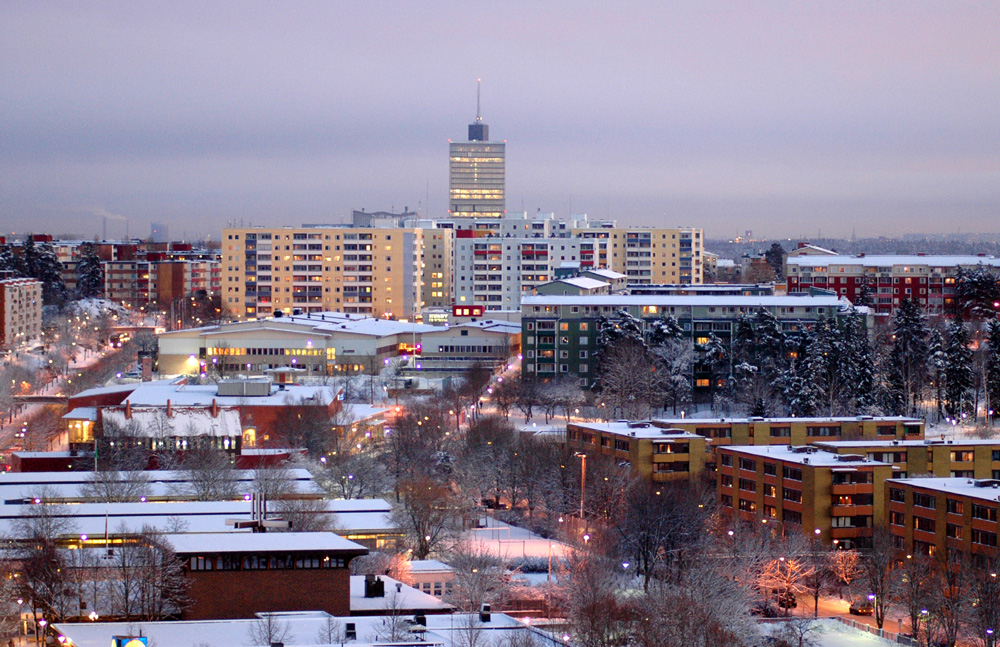
I sobborghi svedesi di Husby, Kista e Akalla sono costruiti secondo la tipica urbanistica del Programma Milione
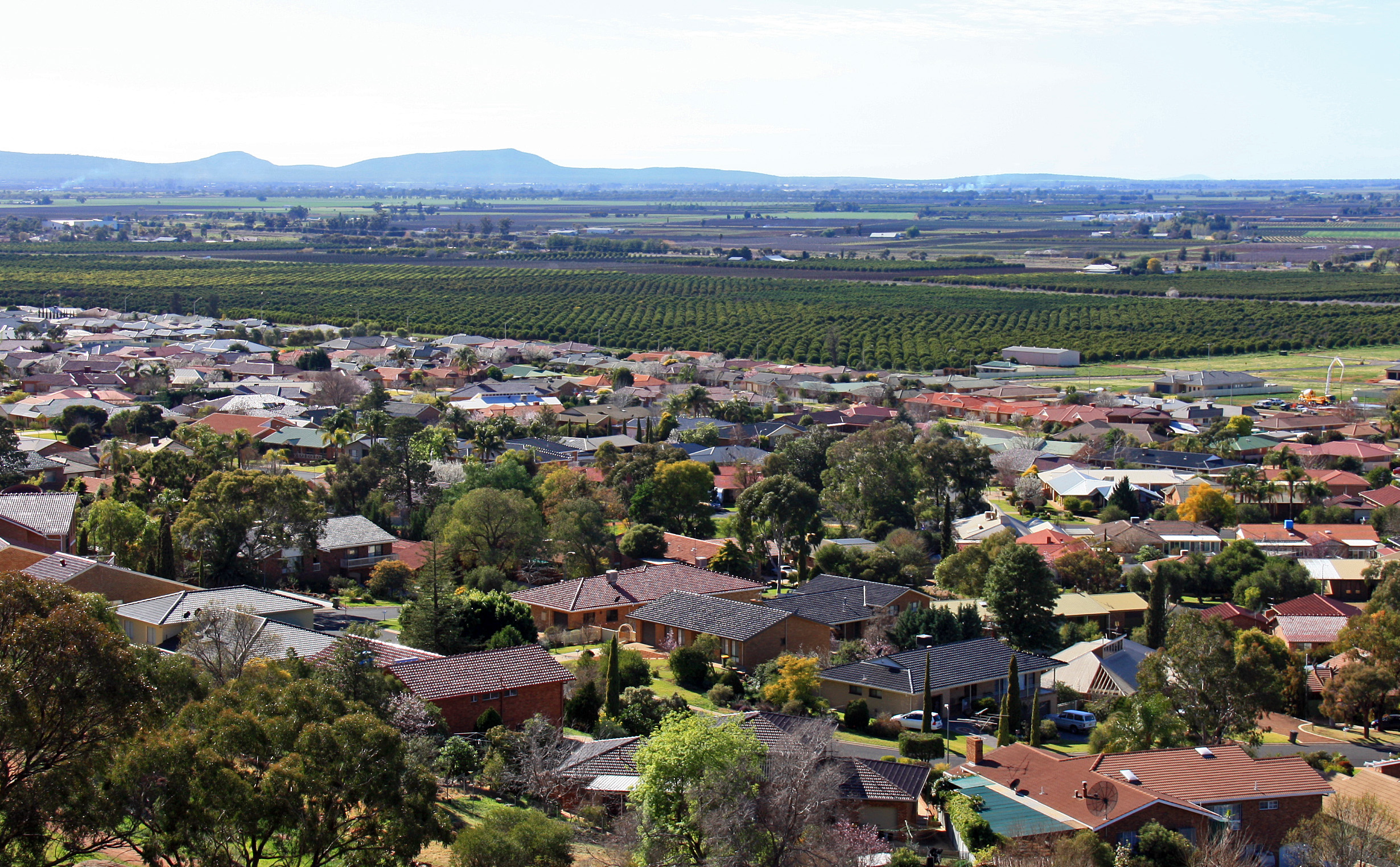
Alloggi suburbani nella città regionale di Griffith, New South Wales